# Mauguio
Mauguio é uma comuna francesa na região administrativa da Occitânia, no departamento de Hérault. Estende-se por uma área de 112.25 km², e possui 16.735 habitantes, segundo o censo de 2018, com uma densidade de 150 hab/km².